# Francesco Perez
Francesco Perez (XVIII secolo) è stato un matematico e abate italiano.

## Biografia
Abate bolognese, Francesco Perez pubblicò nel 1781 a Firenze un'opera in latino, Tri-lichanon goni-arith-metron, per presentare al mondo intero l'invenzione di uno strumento geometrico e matematico per la misura.
Pochi anni dopo entrò in polemica con un accademico carmelitano di Napoli, Eliseo della Concezione, dopo che questi ebbe pubblicato, in appendice all'opera Istoria de' fenomeni del tremoto avvenuto nelle Calabrie e nel Valdemone nell'anno 1783 di Michele Sarcone (1784), una presentazione della «macchina equatoriale».
Perez accusò Eliseo di plagio, dando alle stampe nel 1786 una Lettera enciclica dai toni accesi in cui rivendicò di aver inventato per primo lo strumento. Eliseo replicò in maniera altrettanto aspra pubblicando nello stesso anno, sotto pseudonimo, una Risposta alla lettera enciclica dell'abate Francesco Perez intorno al preteso plagio dell'invenzione della nuova macchina equatoriale.

## Opere
- (LA) Tri-lichanon goni-arith-metron id est Tripl-index angulo-numerans et mensurans instrumenti geometrici mostrantis gradus, minuta, & secunda omnia nova inventio quam Franciscus Perez sacerdos Camarapolitanus publico juri Europaeorum mathematicorum dicat, Firenze, Antonio Benucci & C., 1781.
- Lettera enciclica dell'abate Francesco Perez dimorante in Bologna indirizzata a tutti gl'illustrissimi, e chiarissimi matematici, accademici, e letterati della Italia nella quale si fa palese la usurpazione plagiaria, o sia ladroneccio scientifico del suo strumento goniometrico triplindice fattogli dal reverendo padre Eliseo della Concezione carmelitano scalzo, Bologna, Stamperìa di San Tommaso d'Aquino, 1786.